# Канепина (Мачерата)
Канепина (итал. Canepina) насеље је у Италији у округу Мачерата, региону Марке.
Према процени из 2011. у насељу је живело 50 становника. Насеље се налази на надморској висини од 343 м.